# Skiftinge
Skiftinge är ett bostadsområde och en stadsdel i norra Eskilstuna, cirka 3 kilometer från centrum och norr om E20. Området var före 2015 en del av tätorten Eskilstuna men klassas från 2015 som en egen tätort.

## Befolkningsutveckling
| Befolkningsutvecklingen i Skiftinge 2015–2020         | Befolkningsutvecklingen i Skiftinge 2015–2020 | Befolkningsutvecklingen i Skiftinge 2015–2020 | Befolkningsutvecklingen i Skiftinge 2015–2020 | Befolkningsutvecklingen i Skiftinge 2015–2020 |
| ----------------------------------------------------- | --------------------------------------------- | --------------------------------------------- | --------------------------------------------- | --------------------------------------------- |
|                                                       |                                               |                                               |                                               |                                               |
| År                                                    |                                               |                                               | Folkmängd                                     | Areal (ha)                                    |
| 2015                                                  | 2015                                          |                                               | 4 983                                         | 190                                           |
| 2020                                                  | 2020                                          |                                               | 5 150                                         | 201                                           |
| Anm.: ny tätort 2015, utbruten ur tätorten Eskilstuna |                                               |                                               |                                               |                                               |

## Samhället
Skiftinge är i huvudsak uppbyggt under miljonprogrammets dagar. Bostadshusen är starkt olikformade och består i huvudsak av två- och trevåningshus, men i området finns också flera sjuvåningshus och vanliga enfamiljsvillor. Det är i huvudsak Victoria Park AB som förvaltar bostäderna.
Omgivningen kring Skiftinge består av bland annat stora naturområden med skog. Väster om Skiftinge finns stora åkermarker.
I Skiftinge finns två grundskolor, med idrottsklasser inom ishockey, ridning och fotboll. Det finns också flera förskolor samt ett äldreboende. I området finns ett lokalt köpcentrum och en Maxi ICA stormarknad.
I området fanns tidigare köpcentrumet "Rondellen". Det finns planer på att bygga nytt och utöka handelsområdet. Nyligen hittade man bevis för att Skiftinge har varit en gammal handelsplats redan på vikingatiden.

## Bilder

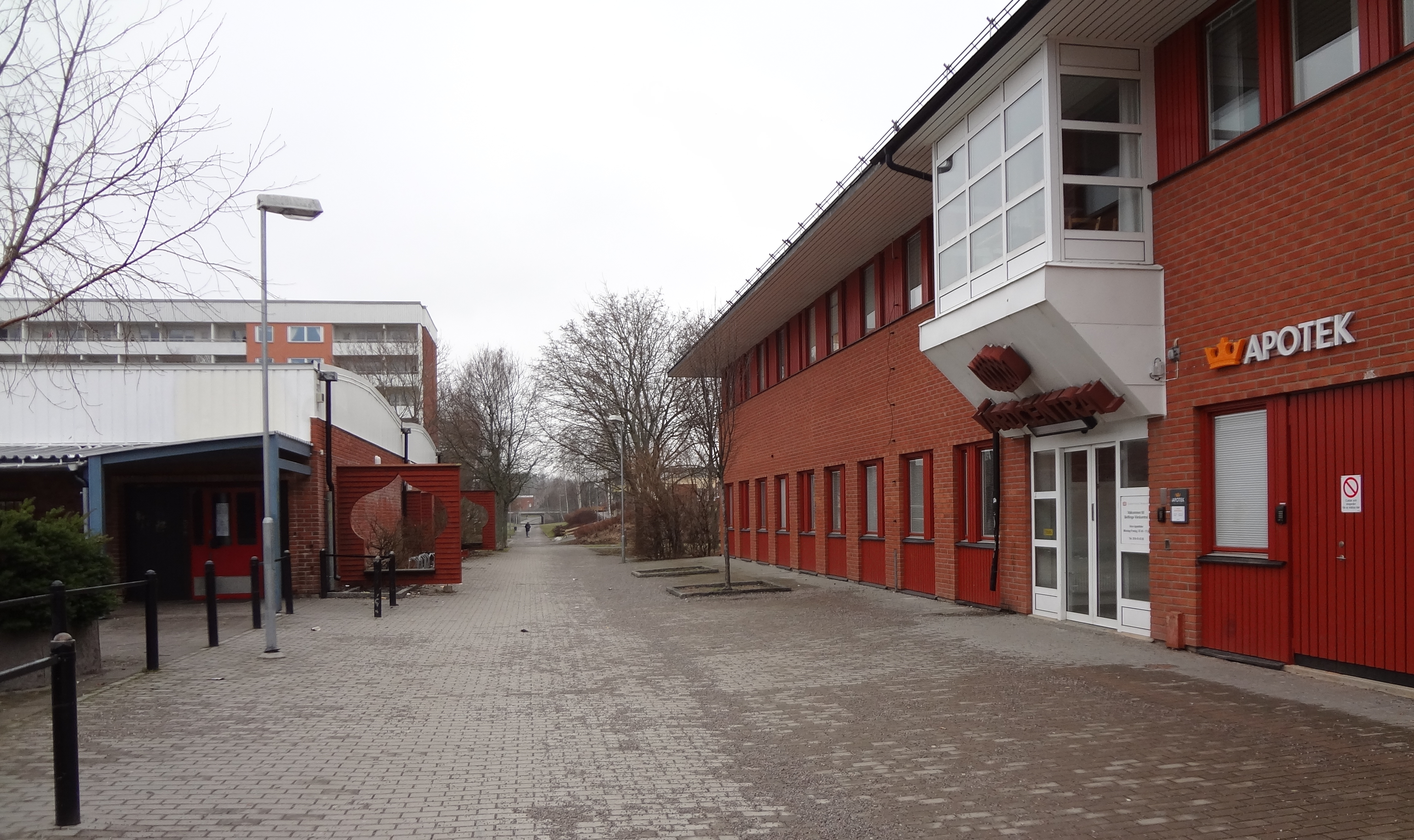
Vårdcentral och apotek i centrum.
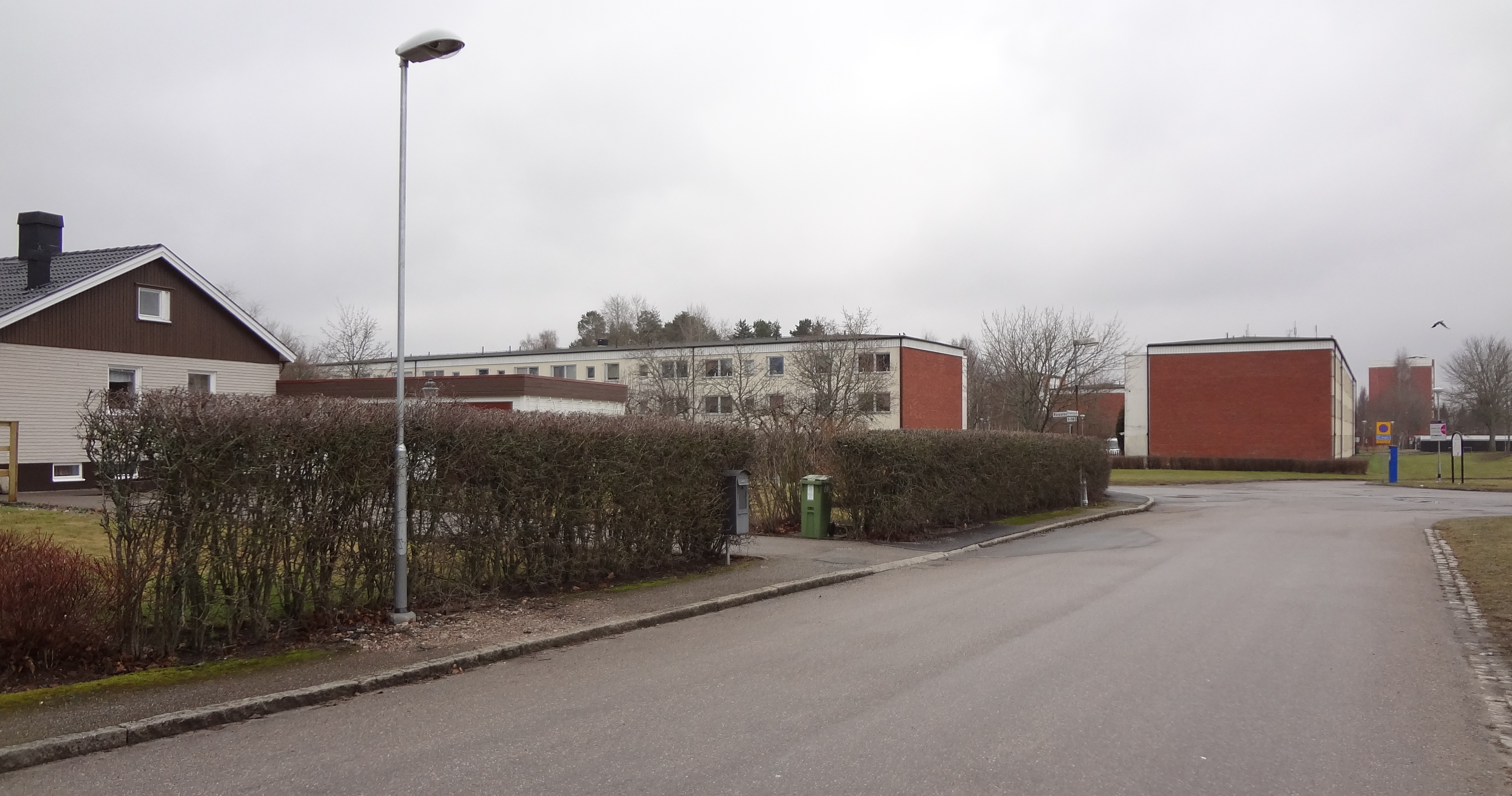
Villor och hyreshus på Rosstorpsvägen. Till höger skymtar höghusen i centrum.